# Watershed
Watershed je deveti studijski album švedskog heavy metal sastava Opeth. Album je 30. svibnja 2008. godine objavila diskografska kuća Roadrunner Records. Ovo je prvi studijski album sastava na kojem se pojavljuju gitarist Fredrik Åkesson i bubnjar Martin Axenrot, zamjenjujući tako prethodnog dugogodišnjeg gitarista Petera Lindgrena i bubnjara Martina Lopeza. Naslovnicu albuma načinio je Travis Smith (koji je ujedno izradio i naslovnice za prethodnih pet Opethovih studijskih albuma) u suradnji s Mikaelom Åkerfeldtom. Glazbeni su recenzenti opisali album kao Opethovu "veliku prekretnicu" zbog svoje duboke povezanosti s progresivnim rockom. Ovo je također posljednji studijski album grupe na kojem su sadržani bilo kakvi elementi death metala i vokalni stil growlanja. Pjesma "The Lotus Eater" pojavila se u videoigri Saints Row: The Third.

## O albumu
Watershed je bio sniman u studiju Fascination Street Studios od studenog do prosinca 2007. godine te je producent albuma, kao i na prethodnom albumu Ghost Reveries, bio Jens Bogren, no ovog je puta u procesu produkcije surađivao s Åkerfeldtom. Opeth je snimio svoj prethodni album, Ghost Reveries, u istome studiju; Åkerfeldt je komentirao da je razlog tome bio taj što je sastav bio toliko zadovoljan rezultatima da se poželio opet vratiti u Bogrenov studio. Prije početka snimanja Åkerfeldt je napisao i skladao sve pjesme (skladbu "Porcelain Heart" napisao je u suradnji s Åkessonom) te ih je sastav uvježbavao svirati pet tjedana. Novom je bubnjaru Martinu Axenrotu bilo potrebno šest dana da snimi sve bubnjarske dionice te je Åkerfeldt izjavio kako je ovo bio prvi put od albuma Orchid da je grupi bilo potrebno tako malo vremena za snimanje bubnjeva. 
Opeth je snimio i nekoliko obrada; sastav je obradio pjesmu "Bridge of Sighs" blues rock gitarista Robina Trowera koju je Åkerfeldt opisao "fantastičnom mračnom blues pjesmom". Grupa je također obradila pjesme "Den ständiga resan" Marie Fredriksson na kojoj je Åkerfeldt pjevao na švedskom te "Would?" skupine Alice in Chains za koju je Åkerfeldt izjavio da je "vrlo slična njihovoj [Alice in Chains] inačici, ali vjerojatno gora [od njihove]"). "Bridge of Sighs" i "Den ständiga resan" bile su objavljene na posebnoj inačici albuma koja je sadržavala CD i DVD, dok je "Would?" bila objavljena na singlu "Burden". Åkerfeldt i Wiberg su zajedno napisali i skladali pjesmu "Derelict Herds", koja je bila objaviljena kao bonus pjesma. Prije samog snimanja albuma Åkerfeldt je izvorno želio snimiti i obradu pjesme "The Drift" Scotta Walkera; pjesma na kraju nije bila obrađena, ali su zato neki dijelovi pjesama na albumu izravno bili inspirirani Walkerovim glazbenim radom.
Na početnoj pjesmi "Coil" Mikael Åkerfeldt pjeva u duetu s Nathalie Lorichs koja je u to vrijeme bila Axenrotova djevojka. Grupa je izjavila kako je izvorno željela da prva pjesma na albumu bude "Heir Apparent", no ubrzo je promijenila mišljenje te je tako "Heir Apparent" bio premješten na drugo mjesto, a za uvodnu pjesmu albuma odabran je "Coil" radi svojeg kontrasta s "Heir Apparent".

## Popis pjesama
Tekstovi i glazba: Mikael Åkerfeldt, osim gdje je označeno drugačije. 
| 1.    | »Coil«            |                            | 3:07  |
| 2.    | »Heir Apparent«   |                            | 8:51  |
| 3.    | »The Lotus Eater« |                            | 8:48  |
| 4.    | »Burden«          |                            | 7:42  |
| 5.    | »Porcelain Heart« | Åkerfeldt, Fredrik Åkesson | 8:01  |
| 6.    | »Hessian Peel«    |                            | 11:26 |
| 7.    | »Hex Omega«       |                            | 6:59  |
| 54:54 |                   |                            |       |

| Bonus pjesme sa specijalne inačice albuma | Bonus pjesme sa specijalne inačice albuma       | Bonus pjesme sa specijalne inačice albuma | Bonus pjesme sa specijalne inačice albuma | Bonus pjesme sa specijalne inačice albuma | Bonus pjesme sa specijalne inačice albuma | Bonus pjesme sa specijalne inačice albuma | Bonus pjesme sa specijalne inačice albuma | Bonus pjesme sa specijalne inačice albuma | Bonus pjesme sa specijalne inačice albuma |
| Br.                                       | Skladba                                         | Tekstopisac                               | Skladatelj                                | Trajanje                                  |                                           |                                           |                                           |                                           |                                           |
| ----------------------------------------- | ----------------------------------------------- | ----------------------------------------- | ----------------------------------------- | ----------------------------------------- | ----------------------------------------- | ----------------------------------------- | ----------------------------------------- | ----------------------------------------- | ----------------------------------------- |
| 8.                                        | »Derelict Herds«                                |                                           | Åkerfeldt, Per Wiberg                     | 6:33                                      |                                           |                                           |                                           |                                           |                                           |
| 9.                                        | »Bridge of Sighs« (obrada Robina Trowera)       | Robin Trower                              | Trower                                    | 5:56                                      |                                           |                                           |                                           |                                           |                                           |
| 10.                                       | »Den ständiga resan« (obrada Marie Fredriksson) | Marie Fredriksson                         | Fredriksson                               | 4:10                                      |                                           |                                           |                                           |                                           |                                           |
| 71:33                                     |                                                 |                                           |                                           |                                           |                                           |                                           |                                           |                                           |                                           |

## Recenzije
Watershed je zadobio uglavnom pozitivne kritike. Nekoliko je recenzenata pohvalilo album zbog žanrovske raznolikosti unutar pjesama.  Ryan Ogle, glazbeni kritičar sa stranice blabbermouth.net, komentirao je da je "Watershed u pogledu skladanja, raznolikosti, osjećaja i glazbenih sposobnosti pravo remek djelo". Chris True sa stranice AllMusic u svojoj je recenziji također pohvalio album te je izjavio: "Kao savršeni spoj death metala sa [albuma] Still Life, Blackwater Park i My Arms, Your Hearse, monolitskih rifova sa [albuma] Deliverance i Ghost Reveries te elemenata progresivnog rocka i klasicizma sa [albuma] Damnation pomiješanih s klasičnim Deep Purpleom, Pink Floydom i Scorpionsima, Watershed označava novo Opethovo poglavlje, ono koje obećava beskrajno više od svojih prethodnika."
Carlos Ramirez sa stranice IGN komentirao je kako Opeth eksperimentira sa žanrovima i zvukovljem na način kojim bi se malo drugih sastava usudilo koristiti. Ramirez je također i srdačno prihvatio nove članove grupe - Fredrika Åkessona i Martina Axenrota. Adrien Begrand sa stranice Popmatters također je napisao pozitivnu recenziju, komentirajući da je zabrinutost nekih obožavatelja da će zamjena dvojice članova imati negativan efekt na glazbu bila neutemeljena. Begrand je izjavio kako mu se sviđa atmosfera na albumu, opisujući ju kao "mrgodni, tužni ambijent koji vrlo dobro aludira na naslovnice albuma sastava". Pozitivne recenzije također su napisali i Also Cosmo Lee sa stranice Pitchfork Media te Rick Florino sa stranice Artist Direct. Kevin Sellers sa stranice Music Emissions u svojoj recenziji Watershed uspoređuje s Opethovim albumom Blackwater Park te ga naziva "još jednim vrhuncem savršenstva melodičnog metala od apsolutnih, nemjerljivih gospodara žanra".
Jeremyu Ulreyu sa stranice Chronicles of Chaos svidjele su se sve pjesme s albuma osim "Coil" koju je nazvao "vjerojatno najgorom u cijelom Opethovom repertoaru". Također je kritizirao Åkerfeldtove vokale i preispitivao njegovu sposobnost skladanja vokalnih melodija te je komentirao kako je tekst pjesme "Coil" previše sentimentalan i blag. Mike Stagno sa stranice Sputnikmusic izjavio je kako mu se većina albuma svidjela, ali da mu se nisu svidjele pjesme "Burden" i "Porcelain Heart".
Watershed se našao na pedeset i drugom mjestu Popmattersove ljestvice "Najboljih albuma 2008. godine", dok je na njihovoj listi "Najboljih metal albuma 2008. godine" zauzeo drugo mjesto. Čitatelji internetskog časopisa Metal Storm izglasali su Watershed kao najbolji progresivni metal album 2008. godine te je britanski glazbeni časopis Metal Hammer uvrstio Watershed na drugo mjesto svoje ljestvice "Najboljih 50 albuma 2008. godine" (prvo mjesto zauzeo je Metallicin album Death Magnetic).

## Zasluge
| Opeth - Mikael Åkerfeldt – vokali, gitara, produkcija, naslovnica - Fredrik Åkesson – gitara - Per Wiberg – klavijature - Martín Méndez – bas-gitara - Martin Axenrot – bubnjevi, perkusija Dodatni glazbenici - Natalie Lorichs – vokali (na pjesmi 1) - Lisa Almberg – engleski rog, oboa - Christoffer Wadensten – flauta - Karin Svensson – violina - Andreas Tengberg – violončelo | Ostalo osoblje - Johan Örnborg – snimanje, dodatni inženjer zvuka - Jens Bogren – produkcija, snimanje, miksanje, mastering - David Castillo – dodatni inženjer zvuka - Travis Smith – naslovnica |